# 47-я сессия Комитета всемирного наследия ЮНЕСКО
47-я се́ссия Комите́та Всеми́рного насле́дия ЮНЕ́СКО прошла в штаб-квартире ЮНЕСКО в Париже (Франция) с 6 по 16 июля 2025 года под председательством болгарского профессора Николая Ненова, директора Окружного исторического музея в Русе. В 2024 году председателем 47-й сессии была избрана Болгария, и сессия должна была пройти в Софии, однако в марте 2025 года по просьбе нового болгарского правительства сессия перенесена в штаб-квартиру ЮНЕСКО. Болгария при этом осталась официально страной-председателем. В работе сессии приняли участие делегации от 21 страны-члена Комитета всемирного наследия, а также наблюдатели от государств-сторон Конвенции об охране культурного и природного наследия 1972 года.
Всего было представлено 32 номинации, которые были рассмотрены с 11 по 13 июля: 26 новых номинаций на добавление в список всемирного наследия, 4 номинации с предыдущих сессий и 2 номинации на значительное изменение границ. Ещё один кандидат был отозван страной-заявителем, два кандидата не могли быть оценены из-за проблем с безопасностью. Также по запросу Австралии изменено название объекта «Остров Фрейзера» на английском и французском языках на «Кгари (остров Фрейзера)», поскольку остров был официально переименован в 2023 году правительством штата Квинсленд.
В результате работы сессии список пополнился 26 новыми объектами (21 по культурным критериям, 4 по природным и 1 по смешанным), 2 существующих объекта были значительно расширены. В Гвинее-Бисау и Сьерра-Леоне впервые появилось по объекту всемирного наследия. В итоге в списке всемирного наследия стало находиться 1248 объектов из 170 стран мира. 3 объекта в Африке были исключены из списка всемирного наследия, находящегося под угрозой, и он стал состоять из 53 объектов в 31 стране мира.
В конце сессии страной-председателем следующей, 48-й сессии из действующего состава комитета была избрана Республика Корея, а городом её проведения в июле 2026 года выбран Пусан. Также частично был избран новый состав Президиума комитета: заместителями председателя стали Турция, Украина, Ямайка, Сенегал и Ливан. Их мандат начался после окончания данной сессии и продлится до окончания следующей. Новые председатель и докладчик будут избраны на 20-й внеочередной сессии комитета в ноябре 2025 года, которая пройдёт параллельно с 25-й Генеральной ассамблеей государств — сторон конвенции.

## Члены комитета
В работе сессии приняли участие делегации от 21 страны — члена Комитета всемирного наследия, которые избираются раз в 2 года на Генеральной ассамблее государств — сторон Конвенции об охране всемирного культурного и природного наследия сроком на 4 года (по обычаю). Для работы комитета ежегодно избирается Президиум, состоящий из 7 членов комитета: председателя, 5 заместителей председателя и докладчика.
Состав Комитета во время 47-й сессии выбран в ноябре 2021 года и ноябре 2023 года на 23-й и 24-й Генеральных ассамблеях. Жирным шрифтом выделены члены Президиума комитета.
| Член комитета            | Начало мандата | Конец мандата | Электоральная группа                        | Президиум                    |
| ------------------------ | -------------- | ------------- | ------------------------------------------- | ---------------------------- |
| Бельгия                  | 2021           | 2025          | I (Западная Европа и Северная Америка)      | Заместитель председателя     |
| Греция                   | 2021           | 2025          | I (Западная Европа и Северная Америка)      |                              |
| Италия                   | 2021           | 2025          | I (Западная Европа и Северная Америка)      |                              |
| Турция                   | 2023           | 2027          | I (Западная Европа и Северная Америка)      |                              |
| Болгария                 | 2021           | 2025          | II (Восточная Европа)                       | Председатель (Николай Ненов) |
| Украина                  | 2023           | 2027          | II (Восточная Европа)                       |                              |
| Мексика                  | 2021           | 2025          | III (Латинская Америка и Карибские острова) | Заместитель председателя     |
| Аргентина                | 2021           | 2025          | III (Латинская Америка и Карибские острова) |                              |
| Сент-Винсент и Гренадины | 2021           | 2025          | III (Латинская Америка и Карибские острова) |                              |
| Ямайка                   | 2023           | 2027          | III (Латинская Америка и Карибские острова) |                              |
| Республика Корея         | 2023           | 2027          | IV (Азия и Тихий океан)                     | Заместитель председателя     |
| Вьетнам                  | 2023           | 2027          | IV (Азия и Тихий океан)                     |                              |
| Индия                    | 2021           | 2025          | IV (Азия и Тихий океан)                     |                              |
| Казахстан                | 2023           | 2027          | IV (Азия и Тихий океан)                     |                              |
| Япония                   | 2021           | 2025          | IV (Азия и Тихий океан)                     |                              |
| Замбия                   | 2021           | 2025          | Va (Африка)                                 | Заместитель председателя     |
| Руанда                   | 2021           | 2025          | Va (Африка)                                 | Докладчик (Жоэль Букьяна)    |
| Кения                    | 2023           | 2027          | Va (Африка)                                 |                              |
| Сенегал                  | 2023           | 2027          | Va (Африка)                                 |                              |
| Катар                    | 2021           | 2025          | Vb (Арабские страны)                        | Заместитель председателя     |
| Ливан                    | 2023           | 2027          | Vb (Арабские страны)                        |                              |

## Изменения в списке всемирного наследия

### Объекты, внесённые в список всемирного наследия
| №  | Изображение | Название | Страна                                       | Номер объекта | Критерии и категория       |
| -- | --- | --- | -------------------------------------------- | ------------- | -------------------------- |
| 1  | | Культурный ландшафт горы Муландже (англ. Mount Mulanje Cultural Landscape) | Малави                                       | 1201          | iii, vi культурный         |
| 1  | Номинация впервые была рассмотрена в 2014 году на 38-й сессии. Заявка была отложена с рекомендацией государству усилить основания для критерия vi и рассмотреть добавление критерия iii, установить источники информации об аутентичности и пополнить сравнительный анализ. | |                                              |               |                            |
| 2  | | Прибрежные и морские экосистемы архипелага Бижагош — Омати Миньо (англ. Coastal and Marine Ecosystems of the Bijagós Archipelago — Omatí Minhô) | Гвинея-Бисау                                 | 1431          | ix, x природный            |
| 2  | Это первый объект всемирного наследия в Гвинее-Бисау. Номинация была внесена в 2013 году в виде смешанного объекта под названием «Архипелаг Бижагош — Мотом Морангожого». МСОП установил, что культурный критерий не выполнен, так как объект в сравнении с другими регионами Западной Африки не обладает уникальной значимостью, и рекомендовал отложить номинацию с природными критериями для усиления легальной защиты, исключения из номинации зон с изменённой средой, усиления системы контроля и гарантий переноса судоходных путей, отсутствия нефтедобычи на территории объекта, отсутствия влияния на объект нефтедобычи за его пределами, финансирования и обеспечения персоналом. В 2022 году была подана модифицированная заявка, где объект был сокращён до двух групп островов, а биосферный резерват служит буферной зоной. | |                                              |               |                            |
| 3  | | Колониальный маршрут через Панамский перешеек (англ. The Colonial Transisthmian Route of Panamá): а) форт Сан-Лоренсо б) дорога Камино-де-Крусес (3 участка) в) археологический объект Панама-Вьехо г) исторический район города Панама | Панама                                       | 1582          | ii, iv культурный          |
| 3  | Это первый этап серийной номинации со включением обеих частей объекта всемирного наследия «Археологические памятники Панамы-Вьехо (Старой Панамы) и историческая часть города Панама» и форта Сан-Лоренсо из объекта всемирного наследия «Укрепления на карибском побережье Панамы: Портобело и Сан-Лоренцо». Во втором этапе в будущем планируется добавить Портобело и один сегмент дороги Камино-Реал. На 21-й сессии (1997) в список всемирного наследия был внесён объект «Исторический район города Панама с Салон-Боливар», который на 27-й сессии (2003) был расширен со включением археологического объекта Панама-Вьехо. С 2008 года комитетом рассматривались отчёты об объекте из-за беспокойств о критическом состоянии, планов строительства высотных зданий и транспортной инфраструктуры. В 2013 году миссия по мониторингу рекомендовала принять один из трёх вариантов: исключить компонент исторического района и сфокусироваться на археологическом объекте Панама-Вьехо, уменьшить зону исторического района так, чтобы его критерии одновременно удовлетворяли археологическому объекту, либо поэтапно включить компоненты в более широкий объект, включающий весь Панамский перешеек и посвящённый межокеанской и межконтинентальной торговле в течение пяти веков. В 2018 году была внесена номинация в соответствии с третьим вариантом, которая была впервые рассмотрена на 43-й сессии в 2019 году. Номинация была рекомендована к отложению для дальнейшей работы над заявкой и планами по сохранению существующего объекта и была впоследствии рассмотрена на 46-й сессии (2024). Номинация была вновь отложена с рекомендацией Панаме установить легальную защиту нового культурного объекта, стратегию туризма и интерпретацию объекта в качестве одного целого. | |                                              |               |                            |
| 4  | | Археологический ландшафт Порт-Ройала XVII века (англ. The Archaeological Ensemble of 17th Century Port Royal) | Ямайка                                       | 1595          | iv, vi культурный          |
| 4  | Номинация «Порт-Ройал» впервые была рассмотрена в 1988 году на 12-й сессии, тогда состояла только из наземной части и не была включена в список всемирного наследия, так как не удовлетворяла критериям. В 2018 году была подана новая заявка под названием «Затонувший город Порт-Ройал — Реликтовый и продолжающийся культурный ландшафт», которая была рассмотрена в 2019 году на 43-й сессии. Заявка была отложена для включения в номинацию наземной части старого города, пересмотра в связи с этим признаков выдающейся значимости и мер по развитию туризма, в частности, планируемого круизного причала и туристического центра. | |                                              |               |                            |
| 5  | | Объекты культурного наследия Древнего Хутталя (англ. The Cultural Heritage Sites of Ancient Khuttal): а) буддийский монастырь Аджина-Тепе б) крепость Хулбук в) городище Хулбук г) Манзаратепа д) Золи-Зард (Корез) е) Макбарай Мавлоно Тоджиддин (Корез) ж) Халевард (Кафиркала) з) городище Золи-Зар и) караван-сарай Тохир к) городище Шахртепа л) буддийский храм Хишттепа              | Таджикистан                                  | 1627          | ii, iii культурный         |
| 6  | | Гора Кымгансан — Алмазная гора моря (англ. Mt. Kumgang — Diamond Mountain from the Sea): а) район Внешний Кымгансан — Внутренний Кымгансан б) лагуна Самир в Морском Кымгансане | Корейская Народно-Демократическая Республика | 1642          | iii, vii смешанный         |
| 6  | Заявка также включала в себя районы Манмульсан и Чонсокчон в Морском Кымгансане, которые в итоге не были внесены в список всемирного наследия в составе объекта, так как не удовлетворяют культурному критерию iii. | |                                              |               |                            |
| 7  | | Маршрут уичолей через священные места к Вирикуте (Татевари Уахуйе) (англ. Wixárika Route through Sacred Sites to Wirikuta (Tatehuarí Huajuyé)) | Мексика                                      | 1704          | iii, vi культурный         |
| 8  | | Культурный ландшафт Муруджуги (англ. Murujuga Cultural Landscape) | Австралия                                    | 1709          | i, iii, v культурный       |
| 9  | | Мегалиты Карнака и побережья Морбиана (англ. Megaliths of Carnac and of the Shores of Morbihan) | Франция                                      | 1725          | i, ii, iv культурный       |
| 10 | | Замки короля Людвига II Баварского: Нойшванштайн, Линдерхоф, Шахен и Херренкимзе (англ. The Palaces of King Ludwig II of Bavaria: Neuschwanstein, Linderhof, Schachen and Herrenchiemsee) | Германия                                     | 1726          | iv культурный              |
| 11 | | Мёнс Клинт (англ. Møns Klint) | Дания                                        | 1728          | viii природный             |
| 12 | | Погребальная традиция в доисторической Сардинии — Домус-де-Янас (англ. Funerary Tradition in the Prehistory of Sardinia – The domus de janas) | Италия                                       | 1730          | iii культурный             |
| 13 | | Сарды и лидийские курганы Бинтепе (англ. Sardis and the Lydian Tumuli of Bin Tepe) | Турция                                       | 1731          | iii культурный             |
| 14 | | Комплекс памятников и ландшафтов Йенты, Виньнгием, Коншон, Киепбак (англ. Yen Tu-Vinh Nghiem-Con Son, Kiep Bac Complex of Monuments and Landscapes) | Вьетнам                                      | 1732          | iii, vi культурный         |
| 15 | | Минойские дворцовые центры (англ. Minoan Palatial Centres): а) Кносс б) Фест в) Малия г) Закрос д) Зоминтос е) Кидония | Греция                                       | 1733          | ii, iii, iv, vi культурный |
| 16 | | Лесной парк Селангор Лесного научно-исследовательского института Малайзии (англ. Forest Research Institute Malaysia Forest Park Selangor) | Малайзия                                     | 1734          | ii, v культурный           |
| 17 | | Палеоландшафт Файя (англ. Faya Palaeolandscape) | Объединённые Арабские Эмираты                | 1735          | iii, iv культурный         |
| 18 | | Императорские гробницы Си Ся (англ. Xixia Imperial Tombs) | Китай                                        | 1736          | ii, iii культурный         |
| 19 | | Военные ландшафты маратхов в Индии (англ. Maratha Military Landscapes of India): а) форт Салхер б) форт Шивнери в) Лохагад г) форт Кхандери д) Райгад е) Раджгад ж) Пратапгад з) Суварнадург и) форт Панхала к) Виджайдург л) форт Синдхудург м) форт Джинджи | Индия                                        | 1739          | iv, vi культурный          |
| 20 | | Петроглифы вдоль ручья Пангучхон в Ульсане (англ. Petroglyphs along the Bangucheon Stream) | Республика Корея                             | 1740          | i, iii культурный          |
| 21 | | Наскальные рисунки в пещере Шульган-Таш (англ. Rock Paintings of Shulgan-Tash Cave) | Россия                                       | 1743          | iii культурный             |
| 22 | | Доисторические памятники долины Хорремабад (англ. The Prehistoric Sites of the Khorramabad Valley): а) пещера Калдар б) пещера Гамари в) пещера Гилоран г) пещера Яфте д) пещера Конджи е) скальное укрытие Гарарджене | Иран                                         | 1744          | iii культурный             |
| 22 | Заявка под названием «Доисторические пещеры и ансамбль Фаляк-оль-Афлак в долине Хорремабада» также включала в себя комплекс Фаляк-оль-Афлак и мост Шекасте в городе Хорремабад. Они в итоге не были внесены в список всемирного наследия в составе объекта, так как относятся к более позднему историческому периоду. При этом на территории Фаляк-оль-Афлака есть доисторический объект, но не было проведено достаточно археологических исследований, и его археологическая и научная значимость не была установлена. | |                                              |               |                            |
| 23 | | Культурный ландшафт Дий-Гид-Бий в горах Мандара (англ. Diy-Gid-Biy Cultural Landscape of the Mandara Mountains) | Камерун                                      | 1745          | iii культурный             |
| 24 | | Комплекс Гола-Тиваи (англ. Gola-Tiwai Complex): а) остров Тиваи б) национальный парк Гола (3 участка) | Сьерра-Леоне                                 | 1746          | ix, x природный            |
| 24 | Это первый объект всемирного наследия в Сьерра-Леоне. | |                                              |               |                            |
| 25 | | Национальный парк Кавернас-ду-Перуасу (англ. Peruaçu River Canyon) | Бразилия                                     | 1747          | vii, viii природный        |
| 26 | | Мемориальные комплексы Камбоджи: От центров репрессий к пространствам мира и осмысления (англ. Cambodian Memorial Sites: From centres of repression to places of peace and reflection): а) бывшая тюрьма М-13 (деревня Преи Чрао, провинция Кампонгчнанг) б) музей геноцида Туолслэнг (бывшая тюрьма S-21, Пномпень) в) центр геноцида Тьэнгъаек (бывшее место казни тюрьмы S-21, Пномпень) | Камбоджа                                     | 1748          | vi культурный              |

### Значительное изменение границ объектов
| № | Изображение | Название                                                      | Страна   | Номер объекта | Год внесения в список |
| - | --- | ------------------------------------------------------------- | -------- | ------------- | --------------------- |
| 1 | | Национальный парк Мапуто (англ. Maputo National Park)         | Мозамбик | 914           | 1999                  |
| 1 | Расширение объекта «Водно-болотный район Исимангалисо» ( Южно-Африканская Республика) с включением национального парка Мапуто в Мозамбике и переименование в «Водно-болотный район Исимангалисо — Национальный парк Мапуто». |                                                               |          |               |                       |
| 2 | | Национальный парк Хин Нам Но (англ. Hin Nam No National Park) | Лаос     | 951           | 2003                  |
| 2 | Расширение объекта «Национальный парк Фонгня-Кебанг» ( Вьетнам) с включением национального парка Хин-Намно в Лаосе и переименование в «Национальный парк Фонгня-Кебанг и Национальный парк Хин Нам Но».                      |                                                               |          |               |                       |

## Объекты, исключённые из списка всемирного наследия, находящегося под угрозой
| # | Изображение | Название                                                                  | Страна     | Номер объекта | Год внесения в список всемирного наследия |
| - | --- | ------------------------------------------------------------------------- | ---------- | ------------- | ----------------------------------------- |
| 1 | | Раннехристианские памятники в Абу-Мена (англ. Abu Mena)                   | Египет     | 90            | 1979                                      |
| 1 | Объект был внесён в список всемирного наследия, находящегося под угрозой в 2001 году из-за повышения уровня грунтовых вод, вызванного орошением на окрестных фермах, и обрушения ряда надземных сооружений. Исключён благодаря проекту 2021 года по обеспечению солнечной энергией масштабной дренажно-насосной системы, который значительно снизил уровень грунтовых вод.                                                                                                  |                                                                           |            |               |                                           |
| 2 | | Старый город в Гадамесе (англ. Old Town of Ghadamès)                      | Ливия      | 362           | 1986                                      |
| 2 | Объект был внесён в список всемирного наследия, находящегося под угрозой в 2016 году из-за продолжавшегося в то время военного конфликта, лесных пожаров и ливневых дождей. Исключён благодаря масштабным реставрационным работам, повышению квалификации местного персонала и разработке плана по управлению рисками и их предотвращению. |                                                                           |            |               |                                           |
| 3 | | Влажные тропические леса Атсинананы (англ. Rainforests of the Atsinanana) | Мадагаскар | 1257          | 2007                                      |
| 3 | Объект был внесён в список всемирного наследия, находящегося под угрозой в 2010 году из-за незаконной вырубки, контрабанды ценных пород древесины и обезлесения. Исключён благодаря эффективным планам управления, контролю за вырубкой эбенового и палисандрового дерева, спутниковому наблюдению и местному патрулированию, в результате чего восстановлено 63 % утраченного лесного покрова, а уровень браконьерства лемуров достиг самого низкого показателя за 10 лет. |                                                                           |            |               |                                           |

## Кандидаты, не внесённые в список всемирного наследия
Ниже перечислены другие объекты, которые были номинированы на рассмотрение и включение в список всемирного наследия на сессии 2025 года, но в итоге не были внесены в него.
| № | Изображение | Название | Страна                                    | Номер кандидата                     | Критерии и категория       |
| - | --- | --- | ----------------------------------------- | ----------------------------------- | -------------------------- |
| 1 | | Оливковые ландшафты Андалусии (англ. Olive Landscapes of Andalusia) | Испания                                   | 6169                                | iii, v, vi культурный      |
| 1 | Заявка отозвана Испанией до проведения сессии. | |                                           |                                     |                            |
| 2 | | Культурный ландшафт озера Чад (англ. Lake Chad cultural landscape) | Нигер (а) Нигерия (б) Чад (в) Камерун (г) | 6359 (а) 6360 (б) 6361 (в) 6368 (г) | ii, iii, vii, ix смешанный |
| 2 | ИКОМОС и МСОП не провели оценку объекта из-за проблем с безопасностью. | |                                           |                                     |                            |
| 3 | | Дворец Хишама / Хирбет аль-Мафджар (англ. Hisham’s Palace / Khirbet al-Mafjar) | Палестина                                 | 6546                                | i, ii культурный           |
| 3 | ИКОМОС не провёл оценку объекта из-за проблем с безопасностью. | |                                           |                                     |                            |
| 4 | | Тилауракот-Капилавасту, археологические руины древнего царства Шакья (англ. Tilaurakot-Kapilavastu, the Archaeological Remains of the Ancient Shakya Kingdom) | Непал                                     | 840                                 | iv, vi культурный          |
| 4 | Номинация была рекомендована ИКОМОС к отложению: нет однозначного научного доказательства связи поселения Тилауракот и древнего города Капилавасту, археологические останки не имеют достаточной доказанной исторической важности. Однако ИКОМОС признал потенциал заявки в плане культурного места паломничества и посоветовал Непалу повторно подать заявку в виде расширения существующего объекта всемирного наследия «Лумбини, место рождения Будды». | |                                           |                                     |                            |
| 5 | | Модернистский центр города Гдыня (англ. Gdynia Modernist City Centre) | Польша                                    | 6431                                | ii, iv культурный          |
| 5 | ИКОМОС рекомендовал вернуть номинацию государству-заявителю для пересмотра границ объекта с целью включения отдельных зданий, обоснования границ буферной зоны и уточнения признаков, обосновывающих выдающуюся универсальную ценность. | |                                           |                                     |                            |
| 6 | | Архитектура Алвару Сизы: наследие современного контекстуализма (англ. Álvaro Siza’s Architecture: A Modern Contextualism Legacy): а) Чайный дом и ресторан Боа-Нова (Леса-да-Палмейра) б) Приливной бассейн Леса-да-Палмейра в) Дом Алвеш Кошта (Моледу) г) жилой комплекс Боса (Порту) д) Факультет архитектуры Университета Порту е) Церковь святой Марии и приходской центр (Марку-ди-Канавезиш) ж) Павильон Португалии (Лиссабон) з) Музей современного искусства Серралвеш (Порту) | Португалия                                | 6224                                | ii, iv культурный          |
| 6 | Номинация была рекомендована ИКОМОС к отложению: сравнительный анализ не даёт оснований для включения, ни один из критериев для включения не подтверждён, условия для целостности и аутентичности номинации не выполнены, не было представлено доказательств, как здания повлияли на течение модернизма, некоторые здания являются слишком новыми для объективного анализа ценности. ИКОМОС посоветовал Португалии уменьшить количество зданий, включить их в реестр национальных памятников, создать планы и организацию по содержанию зданий, пересмотреть границы и буферные зоны. | |                                           |                                     |                            |
| 7 | | Степи Восточной Монголии (англ. Eastern Mongolian Steppes): а) заповедник Дорнод-Монгол б) заповедник Тосон-Хулстай в) заповедник Яхь-Нуур г) заповедник Степи Баянцагаан д) заповедник Жаран-тогоо А е) заповедник Жаран-тогоо Б | Монголия                                  | 5946                                | ix, x природный            |
| 7 | Номинация была рекомендована МСОП к отложению. МСОП посоветовал Монголии прекратить на территории объекта добычу полезных ископаемых и не расширять добычу в буферных зонах, уточнить границы заповедника Жаран-тогоо и установить буферные зоны у всех частей объекта, утвердить планы развития для всех участков с достаточным финансированием и количеством персонала, завершить сбор и обновить информацию об отдельных видах (в частности, о дзеренах и видах птиц под глобальной угрозой исчезновения).                                                                         | |                                           |                                     |                            |